# Réserve forestière de Sinharâja
La réserve forestière de Sinharâja est un parc national du Sri Lanka. La réserve est considérée comme la dernière zone viable de forêt humide primaire du pays et a été reconnue d'importance mondiale et classée réserve de la biosphère depuis 1978 puis inscrit sur la liste du patrimoine mondial de l'UNESCO depuis 1989.
La forêt vierge montagneuse a été sauvée de l'exploitation commerciale par son inaccessibilité. L'étymologie de « Sinharâja » provient de sinha = lion et raja = roi en cinghalais.

## Localisation et superficie
La réserve forestière est constituée de deux ensembles, la réserve proprement dite d'une superficie de 60,91 km2, et la réserve proposée de 27,73 km2. Ces deux ensembles constituent la réserve de biosphère de Sinharâja.
La réserve n'est longue que de 21 kilomètres (est-ouest), et large de 7 kilomètres maximum (nord-sud). Elle est délimitée par la Napala dola (dola = ruisseau) et la Koskulana ganga (ganga = rivière) au nord, la Kalukandawa ela (ela = ruisseau) et la Pitakele ganga à l'ouest, la Maha dola et la Gin ganga au sud, et par un ancien chemin pédestre à l'est qui traverse le village de Denuwakanda.
La réserve s'étend sur le district de Ratnapura de la province de Sabaragamuwa pour sa moitié nord, et sur les districts de Galle et Matara de la province du Sud sur sa moitié sud.
Se trouvent cependant sur cette surface réduite de nombreuses espèces endémiques, dont des arbres, des insectes, des amphibiens, des reptiles, des oiseaux et des mammifères.

## Faune et flore

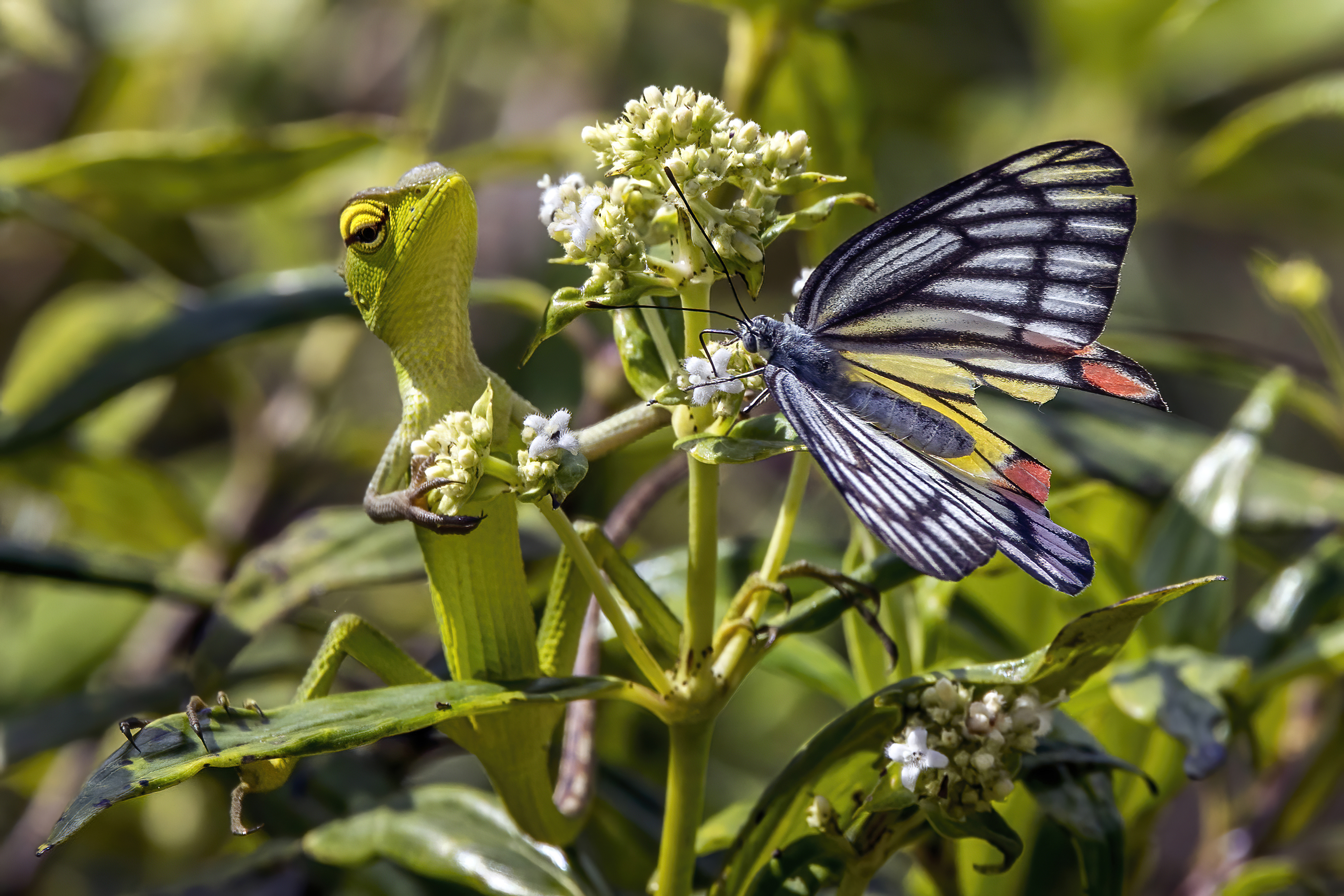
Un jeune calotes calotes et une delias eucharis femelle dans la réserve forestière de Sinharâja. Février 2022.

De par la végétation dense, la faune sauvage du parc est difficilement observable. Parmi les grands mammifères, seuls la quinzaine de léopards peuvent parfois être vus. Le plus courant des mammifères est le singe Semnopithèque blanchâtre.
Un phénomène intéressant est que les oiseaux de la région se déplacent souvent en groupes mixtes, généralement conduits par les Drongo drongup et le bruyant Turdoides rufescens. Parmi les 26 espèces d'oiseaux endémiques du Sri Lanka, les 20 espèces forestières se rencontrent ici, dont les Malcoha à face rouge, Coucal de Ceylan et le Urocissa ornata.
Parmi les reptiles endémiques peuvent observées plusieurs espèces de vipères, ainsi que de nombreux amphibiens dont des rainettes.
Parmi les espèces invertébrées endémiques, le papillon aile d'oiseau, et les inévitables sangsues.